# Strymon buchholzi
Strymon buchholzi är en fjärilsart som beskrevs av Freeman 1950. Strymon buchholzi ingår i släktet Strymon och familjen juvelvingar. Inga underarter finns listade i Catalogue of Life.